# Intersport Heilbronn Open 2009
L'Intersport Heilbronn Open 2009 è stato un torneo professionistico di tennis maschile giocato sul cemento indoor, che faceva parte dell'ATP Challenger Tour 2009. Si è giocato a Talheim in Germania dal 26 gennaio al 1º febbraio 2009.

## Partecipanti

### Teste di serie
| Nazionalità   | Giocatore           | Ranking* | Testa di serie |
| ------------- | ------------------- | -------- | -------------- |
| Taipei cinese | Lu Yen-hsun         | 61       | 1              |
| Germania      | Philipp Petzschner  | 63       | 2              |
| Germania      | Denis Gremelmayr    | 80       | 3              |
| Ucraina       | Serhij Stachovs'kyj | 83       | 4              |
| Francia       | Arnaud Clément      | 89       | 5              |
| Croazia       | Roko Karanušić      | 92       | 6              |
| Germania      | Andreas Beck        | 103      | 7              |
| Germania      | Björn Phau          | 110      | 8              |

- Ranking al 19 gennaio 2010.

### Altri partecipanti
Giocatori che hanno ricevuto una wild card:
- Dieter Kindlmann
- Nils Langer
- Florian Mayer
- Cedrik-Marcel Stebe

Giocatori passati dalle qualificazioni:
- Matthias Bachinger
- Benedikt Dorsch
- Andis Juška
- Laurent Recouderc
- Alejandro Falla (Lucjy loser)

## Campioni

### Singolare
Benjamin Becker ha battuto in finale  Karol Beck con il punteggio di 6–4, 6–4

### Doppio
Karol Beck /  Jaroslav Levinský hanno battuto in finale  Benedikt Dorsch /  Philipp Petzschner con il punteggio di 6–3, 6–2